# (2515) Gansu
(2515) Gansu est un astéroïde de la ceinture principale qui a été découvert à l'observatoire de la Montagne Pourpre à Nankin le 9 octobre 1964.

## Sources
- (en) Cet article est partiellement ou en totalité issu de l’article de Wikipédia en anglais intitulé « (2515) Gansu » (voir la liste des auteurs).